# Hardy Cavero
Hardy Fabián Cavero Vargas (Puerto Montt, 31 maggio 1996) è un calciatore cileno, difensore del Universidad de Concepción in prestito dal Colo Colo.